# 阿塔卡梅斯
阿卡塔梅斯（西班牙語：Atacames）是厄瓜多尔的一座城镇，位于埃斯梅拉达斯省的阿塔卡梅斯縣。地处该国北部太平洋海岸，其所在省之首府埃斯梅拉达斯位于该镇东北约30公里处。

## 历史
著名西班牙殖民者弗朗西斯科·皮萨罗曾于1526年在阿卡塔梅斯登陆，但遭遇了时为印加帝国治下的部落士兵阻击，最终其决定停止深入内陆:111–112。
在西班牙征服后的数个殖民世纪中，不少来自非洲的船只将奴隶运往殖民地。最初于1533年，一艘从巴拿马开往秘鲁的船只在埃斯梅拉达斯搁浅，船上的25名奴隶设法逃离了船队。此后数年，越来越多逃跑至此处的奴隶在沿海地区开发了土地，虽然16世纪的阿卡塔梅斯仍有其他种族的人民，但今时今日非洲裔厄瓜多尔人占据了该地区人口的大部分比重。

## 外部連結
- Surfing forecast for Atacames, Ecuador （页面存档备份，存于）
- exploringecuador.com Birdwathing （页面存档备份，存于）
- Birdwatching Tours in Ecuador
- ecuadors.org Informacion on Atacames, Ecuador  （页面存档备份，存于）
- map of Atacames and province of Esmeraldas  （页面存档备份，存于）

0°52′N 79°50′W / 0.867°N 79.833°W